# إليزابيث شفارتز
إليزابيث شفارتز (بالألمانية: Elisabeth Schwarz) (و. 1984  م) هي مغنية، ومغنية أوبرا نمساوية، ولدت في سالزبورغ.